# Cerodontha orbitona
Cerodontha orbitona este o specie de muște din genul Cerodontha, familia Agromyzidae, descrisă de Spencer în anul 1960. Conform Catalogue of Life specia Cerodontha orbitona nu are subspecii cunoscute.